# Reiner Thomae
Reiner Thomae (* 1938) ist ein deutscher Architekt, emeritierter Hochschullehrer, Sachbuchautor und Herausgeber.

## Wirken
Thomae war von 1972 bis 2001 Professor für darstellende Geometrie, Grundlagen der Gestaltung und Entwerfen an der Fachhochschule Köln. Er gab von 1976 bis 1981 eine Lehrbuchreihe Architektur heraus, adressiert an alle am Bauen beteiligten Berufe. Vier der Bücher verfasste er selbst. Sein erstes eigenes Lehrbuch der Reihe mit dem Titel Perspektive und Axonometrie erschien in mehreren Auflagen und Sprachen. In der Reihe erschienen auch Lehrbücher anderer Architekten.

## Schriften
- Perspektive und Axonometrie. Kohlhammer Verlag, Stuttgart 1976, ISBN 3-17-002752-2. (6. Auflage 1997)
- Bildkonzeption in der Perspektive. Kohlhammer Verlag, Stuttgart 1978, ISBN 3-17-004675-6.
- Experimente mit Formen. Kohlhammer Verlag, Stuttgart 1983, ISBN 3-17-007927-1.
- Darstellende Geometrie. Orthogonalprojektion. Kohlhammer Verlag, Stuttgart 1993, ISBN 3-17-009235-9.